# Cantuaria catlinsensis
Espèce
Cantuaria catlinsensis est une espèce d'araignées mygalomorphes de la famille des Idiopidae.

## Distribution
Cette espèce est endémique de Nouvelle-Zélande.

## Description
La carapace de la femelle holotype mesure 5,5 mm de long sur 3,8 mm et l'abdomen 8,0 mm de long sur 4,0 mm.

## Publication originale
- Forster, 1968 : The spiders of New Zealand. Part II. Ctenizidae, Dipluridae. Otago Museum Bulletin, vol. 2, p. 1-72 & 126-180.